# Ulrike Grossarth
Ulrike Grossarth (* 1952 in Oberhausen) ist eine deutsche Tänzerin, Malerin und Konzeptkünstlerin.

## Leben und Werk
Ulrike Grossarth studierte von 1969 bis 1975 Tanz an der Folkwang Universität der Künste, der Palucca Hochschule für Tanz Dresden und der Else-Lang-Schule in Köln. Sie war beteiligt an der Free International University von Joseph Beuys. Seit 1990 ist ihre künstlerische Tätigkeit vom philosophischen Werk von Hannah Arendt und den „Gegenstandsbezirken“ von Martin Heidegger beeinflusst.
Seit 1998 ist Grossarth Professorin für übergreifendes künstlerisches Arbeiten an der Hochschule für Bildende Künste Dresden, da sie Performance, Installation, Video- und Objektkunst mit neuer künstlerischer Forschung verbindet. 2014 wurde sie in die Akademie der Künste Berlin berufen.

## Ausstellungen (Auswahl)
- 1997 Bau I documenta X, Kassel[4]
- 2005/6 Ulrike Grossarth Hamburger Bahnhof – Museum für Gegenwart, Berlin
- 2008/9 Blickmaschinen Museum für Gegenwartskunst
- 2014 Wäre ich von Stoff, ich würde mich färben Generali Foundation, Wien[5]

## Auszeichnungen (Auswahl)
- 2009 Käthe-Kollwitz-Preis

„Die Künstlerin Ulrike Grossarth erhält den Käthe-Kollwitz-Preis 2009. Sie widmet sich in bildnerischen Werken, in Tänzen und Solostücken, Videofilmen, Zeichnungen und Performances immer wieder dem Verhältnis von materiellem Umfeld und dem handelnden Menschen. Fotografische Zeugnisse von Stefan Kiełsznia zum jüdischen Leben in Lublin von 1938 haben Ulrike Grossarth zu Arbeiten veranlasst, die ihrer Ausstellung den Titel geben: Szeroka 28. Ein europäischer Erinnerungsraum. Ihre Arbeiten führen uns Schritt für Schritt die gesellschaftspolitischen Bedingungen der verpassten, aber nicht verlorenen Verständigung mit den Dingen als dem Grund unserer Anschauung und des Entwurfs einer Zukunft vor Augen.“